# حزقيال نونيز
حزقيال نونيز (بالإسبانية: Juan Núñez)‏ هو لاعب كرة مضرب تشيلي، ولد في 23 سبتمبر 1956 في فالبارايسو في تشيلي.

## وصلات خارجية
- خوان نونيز على موقع رابطة محترفي التنس (الإنجليزية)
- خوان نونيز على موقع الاتحاد الدولي لكرة المضرب (الإنجليزية)
- خوان نونيز على موقع خلاصة التنس.كوم (الإنجليزية)